# بهبود خان چرکس
بهبود خان چرکس یا بهبود بیگ یکی از مقامات صفوی و از غلامان چرکس بود که خدمت شاه عباس اول (۱۵۸۸–۱۶۲۹) می‌کرد او ابتدا حکومت گوکلان را در سال ۱۶۰۶ در اختیار داشت، سپس حکومت گسکر در ۱۶۲۰ و استرآباد در سال‌های ۱۶۲۰–۱۶۲۹.
در سال ۱۶۱۵ بهبود خان چرکس به دستور شاه عباس، اقدام به کشتن ولیعهد و شاهزاده محمدباقر میرزا کرد.